# Yukta Mookhey
Yukta Mookhey (sinh ngày 7 tháng 10 năm 1977) là một diễn viên và người mẫu của Ấn Độ. Cô sinh ra tại Mumbai. Năm 1999, cô đoạt vương miện Hoa hậu Thế giới 1999 tại nhà hát Olympia ở thủ đô Luân Đôn, Anh. Cô là Hoa hậu cuối cùng dưới quyền điều hành của Eric Morley.

## Tiểu sử
Gia đình của Mookhey đến từ miền Bắc của Ấn Độ, nhưng cô và gia đình lại dọn về sống ở miền Trung cho đến khi Yukta lên bảy tuổi, gia đình cô dọn đến Mumbai vào tháng 06 năm 1986. Mẹ của Yukta sở hữu một công ty tư vấn làm đẹp chuyên nghiệp tại Mumbai trong khi cha cô là giám đốc một công ty may mặc và tham gia vào chứng khoán. Yukta học nghiên cứu tại trường đại học Kelkar trước khi chiến thắng trong cuộc thi Hoa hậu Thế giới. Yukta cũng có bằng kỹ sư máy tính và đã học nhạc cổ điển Hindustani.
Yukta và Tuli đã đính hôn vào ngày 07 tháng 09 năm 2008. Tuli là con trai của Bacchitar Singh Tuli và Harinder Kaur Tuli. Gia đình ông sở hữu một số cơ sở kinh doanh rất đồ sộ tại Mumbai như khách sạn, siêu thị và một công ty kinh doanh các thiết bị xây dựng. Lễ cưới diễn ra vào ngày 2 tháng 11 năm 2008 theo nghi thức truyền thống của Ấn Độ. Họ có một đứa con vào tháng 10 năm 2009.

## Hoa hậu Thế giới

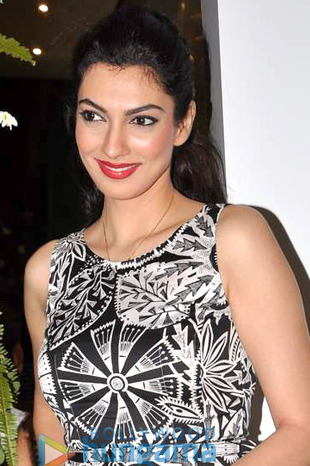
Yukta Mookhey, năm 2013

Là cuộc thi Hoa hậu Thế giới lần thứ 49 được tổ chức tại Olympia Hall, Luân Đôn. Năm 1999 có tất cả 94 thí sinh tham dự cuộc thi và Yukta Mookhey là người chiến thắng.

## Sự nghiệp
Cũng giống như nhiều Hoa hậu khác của Ấn Độ, sau khi đăng quang Hoa hậu Thế giới, cô bắt đầu được hãng phim Bollywood mời tham gia đóng phim và hiện nay cô đang là một diễn viên tại Ấn Độ.
Các bộ phim mà cô đã tham gia
| Tựa phim                    | Năm  | Vai diễn            | Chú ý khác                          | Xem lại |
| --------------------------- | ---- | ------------------- | ----------------------------------- | ------- |
| Memsahab - Lost In A Mirage | 2008 | Anjali              | released on June 20                 | [ 2 ]   |
| Kab Kahaba Tu I Love You    | 2007 | Item Number         | Bhojpuri Movie                      | N/A     |
| Kathputli                   | 2006 | Anju                | released on August 18               | [ 5 ]   |
| Love In Japan               | 2006 | Friendly Appearance | released on February 10             | [ 7 ]   |
| Pyaasa                      | 2002 | Sheetal             | Hindi Movie, released on October 11 | N/A     |
| Poovellam Un Vasam          | 2001 | Item Number         | Tamil Movie, released on August 24  | [ 10 ]  |